# هیکلینگیا
هیکلینگیا (نام علمی: Hicklingia) نام یک سرده از فرمانرو گیاه است.